# Teatro Luisela Díaz
El Teatro Luisela Díaz es el nombre que recibe un recinto cultural localizado en la Calle Chivacoa, en el Caracas Theater Club, Urbanización San Román (vía al Urológico), Municipio Baruta, al este del Distrito Metropolitano de Caracas y al noroeste del Estado Miranda, al centro norte de Venezuela.
Ofrece eventos no solo teatrales sino también conciertos, eventos humorísticos, monólogos, entre otras actividades.
Posee capacidad para 356 personas pero se ha previsto su ampliación con una zona vip, esto como parte de los trabajos de remodelación y modernización que permitieron su reapertura.